# 中国政法大学
中国政法大学（ちゅうごくせいほうだいがく、ピンイン:Zhóngguó Zhèngfǎ Dàxué、英語: China University of Political Science and Law、CUPL）は、中国北京市に本部を置く総合大学である。1952年に設置された。中国の代表的な法学教育、法務者養成機関であり、「中国の法学最高学府」と称され、211工程、双一流の成員校である。

## 概要
1952年、司法部の直轄大学として北京大学、燕京大学、輔仁大学、清華大学の各大学の一部を統合して北京政法学院が設立。1983年、組織の改組や学部の新設などを経て、名称を現在の中国政法大学とした。
卒業生の大半が国家の司法、検察、行政、公安機関に就職しており、弁護士をはじめとする国内の法律家の10分の1は同大学出身者であるといわれる。また、同大学は中国の法学教育において初めて民商法・比較法・経済法・法学史・訴訟法などの専攻学科を創設し、中国初の法学博士学位も同大学で授与されている。
国際的にもその学術的評価は高く、海外から法学分野の研究者のほか、多くの留学生を受け入れている。海外の著名大学との学術提携やロースクール間での提携交流も多い。中国初となる外国法研究施設「中欧法学院」のほか、数多くの国際的な研究施設が設置されている。

## 学部・学科
- 法学院
- 民商経済法学院
- 国際法学院
- 刑事司法学院
- 政治公共管理学院
- 商学院
- 社会学院
- 人文学院
- マルクス主義学院
- 外国語学院
- 中美法学院（中国・アメリカ）
- 中徳法学院（中国・ドイツ）
- 国際教育学院（留学生教育）
- 継続教育学院
- 国際儒学院
- 中欧法学院（中国・ヨーロッパ）
- 新聞メディア学院
- 法律学院

## 大学院・研究所
- MPA教育センター
- 現代教育技術センター
- 訴訟法学研究院
- 法律史学研究院
- 法治政府研究院
- 比較法研究所
- 人権・人道主義法研究所
- 知的財産研究センター
- 法律古籍整理研究所
- 法経済学研究センター
- グローバリゼーション・グローバリズム問題研究所
- 法学教育研究評価センター
- EU法研究センター
- 国土資源法律センター
- 環境資源法研究センター
- ロシア法律研究センター
- 法律応用研究センター

## 所在地
- 北京市海淀区西土城路25号
  - 海淀キャンパス

- 北京市昌平区府学路27号
  - 昌平キャンパス